# Mèo Thái
Mèo Thái, còn được gọi với cái tên khác là Mèo Wichien Maat (tiếng Thái: วิเชียร มา ศ, RTGS: wichianmat, có nghĩa là 'trăng kim cương') là một giống mèo mới được đổi tên nhưng có liên quan, nhưng khác biệt với giống mèo hiện đại, mang tính Tây phương là mèo Xiêm. Loài mèo tự nhiên này có nguồn gốc từ vùng đất của mèo, vùng Wichianmat của Thái Lan, và như một giống được tiêu chuẩn hóa cũng được gọi với nhiều cái tên khác như Mèo Xiêm cổ điển, kiểu cũ, loại cũ hoặc truyền thống. Mèo Whichian Mat (một từ được Anh hóa từ tên Thái Lan); và Applehead, một biệt danh có nguồn gốc từ sự bắt chước được sử dụng bởi các nhà lai tạo giống mèo Xiêm theo phong cách hiện đại. Theo Hiệp hội Mèo Quốc tế: "Mèo Thái là giống mèo có nhiệm vụ bảo tồn loài mèo bản địa của Thái Lan với hình dạng gần giống với hình dạng ban đầu nhất có thể."
Giống Thái Lan (và các giống mèo bản địa Wichianmat) có hình dạng mèo thông thường hơn, với đôi mắt tròn, khuôn mặt, cơ thể và tai có kích thước bình thường, so với giống mèo Xiêm mới, đáng chú ý là cặp mắt có hình dáng tương tự hạnh nhân, khuôn mặt gầy, thân hình mảnh khảnh và tai lớn, có rất ít điểm chung với các giống mèo truyền thống khác hơn vị trí có đốm màu.